# Serment de Radulf Oriol
Le Serment de Radulf Oriol (en catalan : Jurament de Radulf Oriol) est le serment féodal de fidélité de Radulf Oriol à Raymond III de Pallars Jussà. Il est écrit entre 1028 et 1047 à La Terreta (ca), quelque part entre Orrit (ca) (Pallars Jussà) et Areny de Noguera (Ribagorça). Il est considéré comme le premier document écrit en catalan.